# GP2 török nagydíj
A GP2 török nagydíj 2005 óta van megrendezve, minden eddigi futamot az Isztambulban található versenypályán rendeztek meg.

## Nyertesek
| Év   | Főverseny nyertese   | Nyertes csapat     | Sprintverseny nyertese | Nyertes csapat                |
| ---- | -------------------- | ------------------ | ---------------------- | ----------------------------- |
| 2005 | Alexandre Prémat     | ART Grand Prix     | Heikki Kovalainen      | Arden International           |
| 2006 | Nelson Angelo Piquet | Piquet Sports      | Andreas Zuber          | Trident Racing                |
| 2007 | Lucas di Grassi      | ART Grand Prix     | Timo Glock             | iSport International          |
| 2008 | Giorgio Pantano      | Racing Engineering | Romain Grosjean        | ART Grand Prix                |
| 2009 | Vitalij Petrov       | Barwa Addax Team   | Lucas di Grassi        | Fat Burner Racing Engineering |
| 2010 | Pastor Maldonado     | Rapax              | Dani Clos              | Racing Engineering            |
| 2011 | Romain Grosjean      | DAMS               | Stefano Coletti        | Trident Racing                |

## Leggyorsabb körök
| Év   | Főverseny leggyorsabb köre | Csapat                  | Idő      | Sprintverseny leggyorsabb köre | Csapat                        | Idő      |
| ---- | -------------------------- | ----------------------- | -------- | ------------------------------ | ----------------------------- | -------- |
| 2005 | Scott Speed                | iSport International    | 1:38.288 | Olivier Pla                    | David Price Racing            | 1:41.209 |
| 2006 | Nelson Angelo Piquet       | Piquet Sports           | 1:36.334 | Lewis Hamilton                 | ART Grand Prix                | 1:36.822 |
| 2007 | Nicolas Lapierre           | DAMS                    | 1:35.551 | Andreas Zuber                  | Arden International           | 1:35.733 |
| 2008 | Andreas Zuber              | Piquet Sports           | 1:33.482 | Romain Grosjean                | ART Grand Prix                | 1:33.767 |
| 2009 | Karun Chandhok             | Ocean Racing Technology | 1:36.679 | Lucas di Grassi                | Fat Burner Racing Engineering | 1:36.725 |
| 2010 | Pastor Maldonado           | Rapax                   | 1:37.010 | Oliver Turneya                 | iSport International          | 1:36.770 |
| 2011 | Sam Bird                   | iSport International    | 1:37.580 | Romain Grosjean                | DAMS                          | 1:38.442 |

Megjegyzések:
- a: A pontot Clos (Racing Engineering) kapta.

## Képek

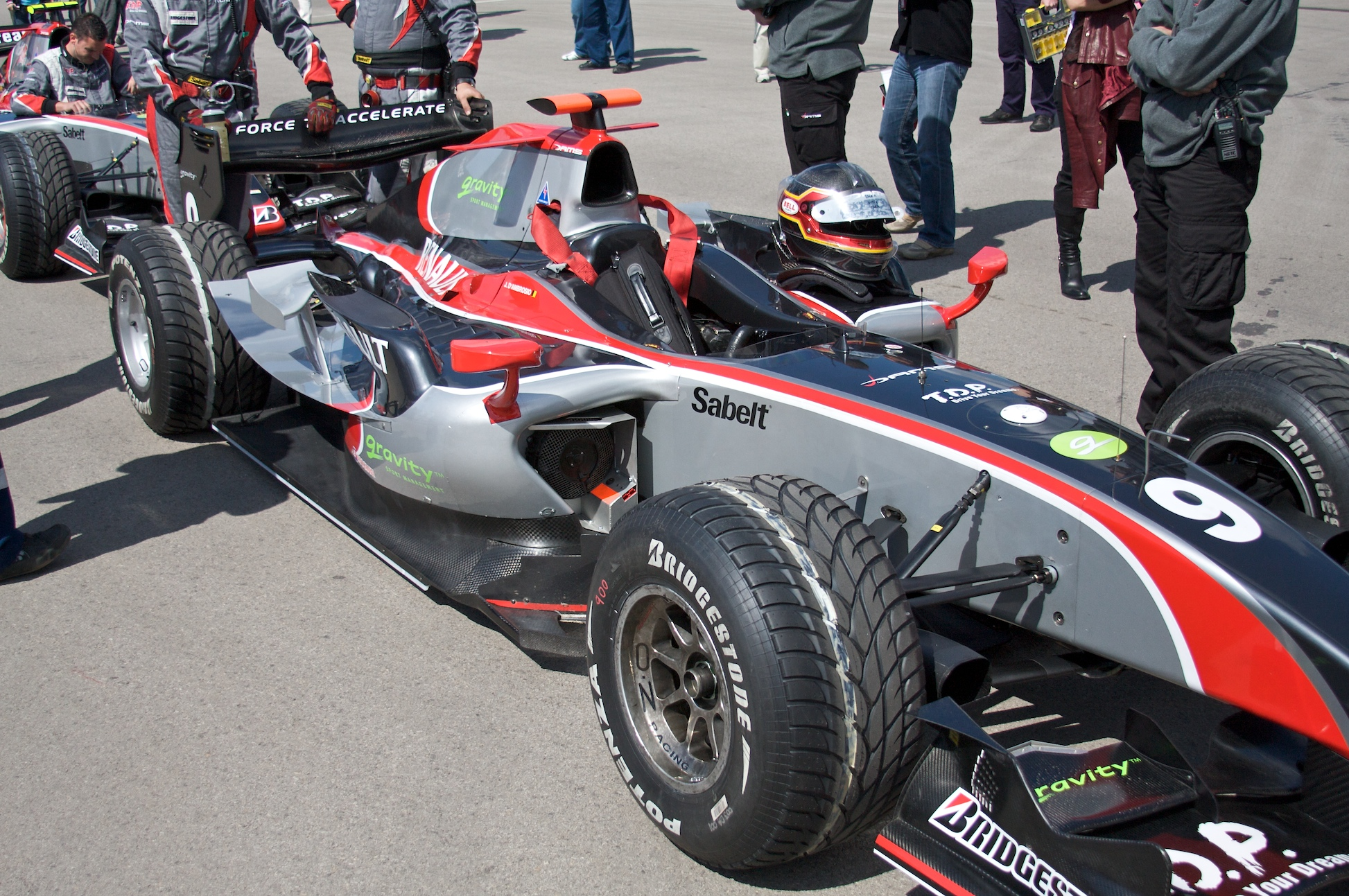
2008-ban a már F1-es pilóta d’Ambrosio

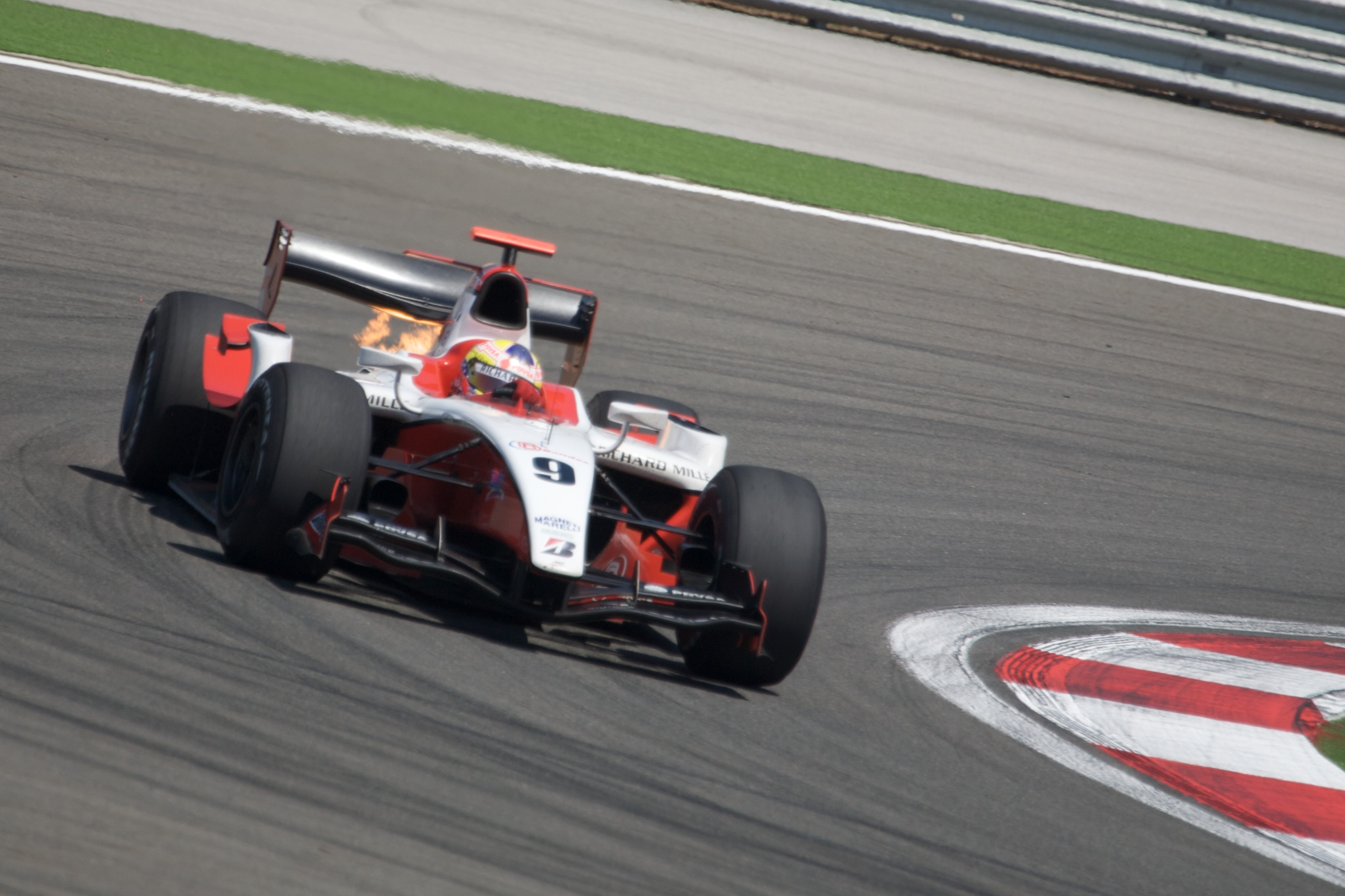
2009-ben, a szintén F1-es pilóta Maldonado

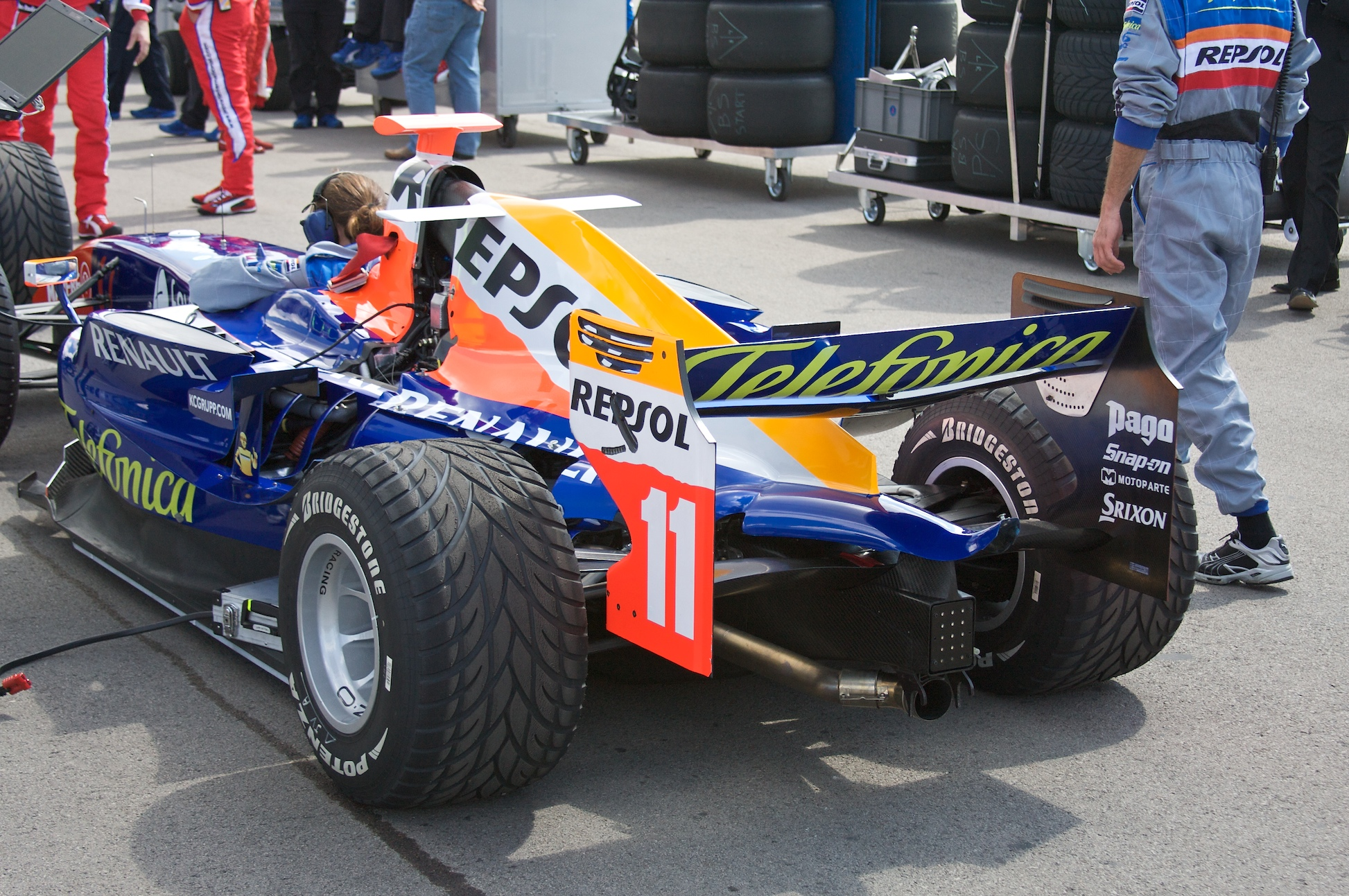
Szintén 2008-ban, a már a WTCC-ben versenyző Villa

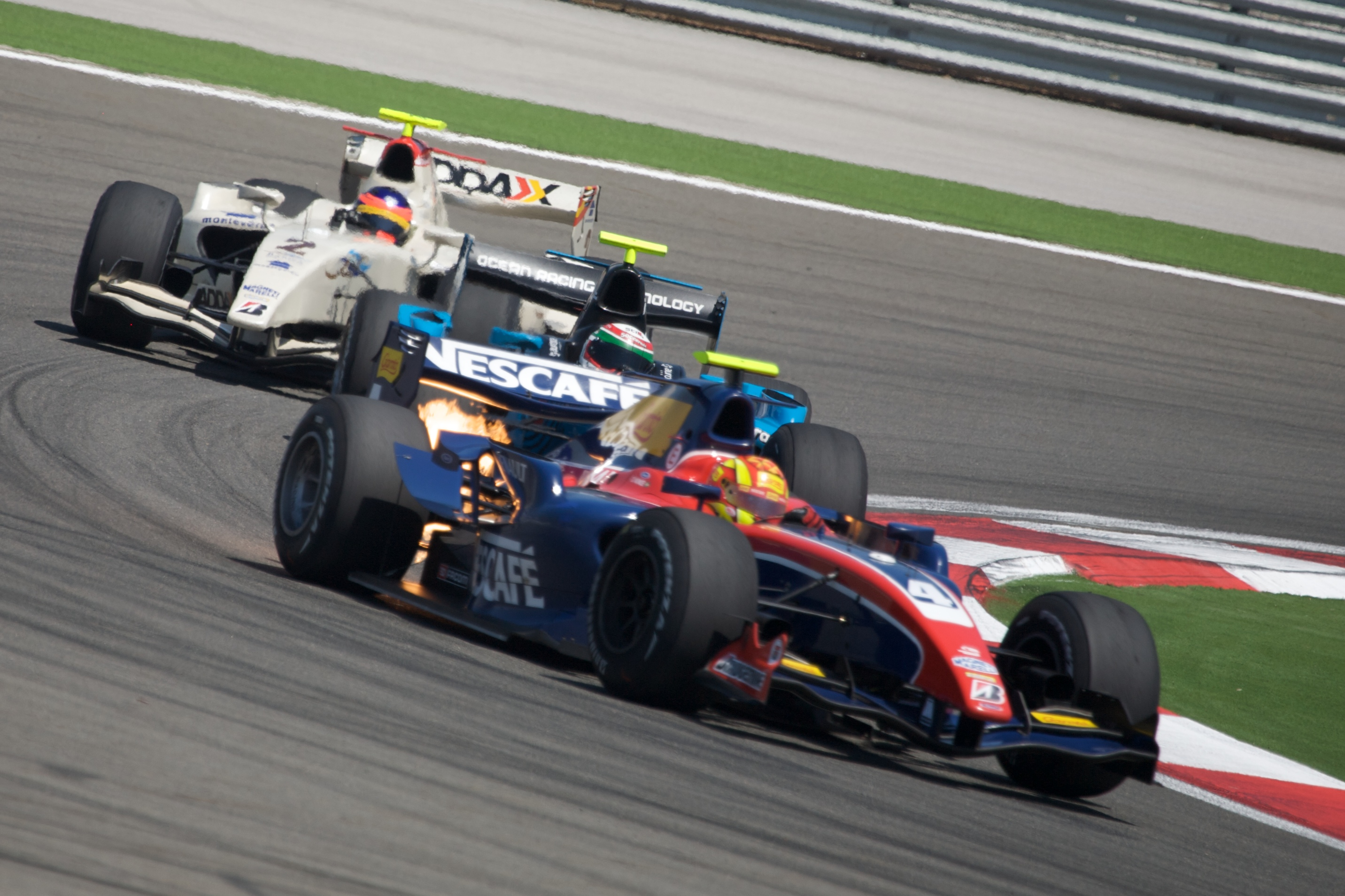
2009-ben Diego Nunes, Álvaró Párente és Romain Grosjean csatája

## Debütáló pilóták
| Év   | Pilóta            | Csapat                  |
| ---- | ----------------- | ----------------------- |
| 2007 | Henri Karjalainen | BCN Competición         |
| 2007 | Ricardo Risetti   | Trident Racing          |
| 2011 | Esteban Gutiérrez | Lotus ART               |
| 2011 | Julián Leal       | Rapax                   |
| 2011 | Jolyon Palmer     | Arden International     |
| 2011 | Kevin Mirocha     | Ocean Racing Technology |
| 2011 | Pål Varhaug       | DAMS                    |